# Staintondale
Staintondale är en ort och civil parish i Storbritannien. Den ligger i grevskapet North Yorkshire och riksdelen England, i den centrala delen av landet, 300 km norr om huvudstaden London. Staintondale ligger 162 meter över havet och antalet invånare är 341.
Terrängen runt Staintondale är platt åt sydväst, men åt nordväst är den kuperad. Havet är nära Staintondale åt nordost.  Närmaste större samhälle är Scarborough, 11,2 km söder om Staintondale. Trakten runt Staintondale består i huvudsak av gräsmarker.